# Lofta, Öland

Lofta är en bruksort på norra Öland. Här finns ett stenbrott och vid Lofta och Hjälmstad finns tre järnåldersgravfält med sammanlagt ungefär 100 gravar. På några ställen i Lofta finns lämningar efter gamla bosättningar, och på det gravfält som ligger norr om byn på Knisa mosse finns en skeppssättning.